# Fijac
Fijac (en francès Figeac) és un municipi francès, situat al departament de l'Òlt i la regió Occitània.

## Geografia
Situada a la riba dreta del Célé, a la sortida d'Alvèrnia i de l'Alt Carcí, construïda en amfiteatre sobre els pendents del puig de Santa Maria.

## Demografia
| Evolució de la població Cassini i INSEE |       |       |       |       |       |       |       |       |
| 1793                                    | 1800  | 1806  | 1821  | 1831  | 1836  | 1841  | 1846  | 1851  |
| 6 000                                   | 6 452 | 6 640 | 6 153 | 6 390 | 6 236 | 6 171 | 7 230 | 7 433 |

| 1856  | 1861  | 1866  | 1872  | 1876  | 1881  | 1886  | 1891  | 1896  |
| ----- | ----- | ----- | ----- | ----- | ----- | ----- | ----- | ----- |
| 6 820 | 8 321 | 7 610 | 7 333 | 7 333 | 7 205 | 7 396 | 6 680 | 6 310 |

| 1901  | 1906  | 1911  | 1921  | 1926  | 1931  | 1936  | 1946  | 1954  |
| ----- | ----- | ----- | ----- | ----- | ----- | ----- | ----- | ----- |
| 5 861 | 5 870 | 5 808 | 5 487 | 5 583 | 5 728 | 5 889 | 6 877 | 7 062 |

| 1962  | 1968  | 1975   | 1982  | 1990  | 1999  | 2006 | 2011 | 2016 |
| ----- | ----- | ------ | ----- | ----- | ----- | ---- | ---- | ---- |
| 8 338 | 9 593 | 10 077 | 9 667 | 9 549 | 9 606 | -    | -    | -    |

| 2019 | - | - | - | - | - | - | - | - |
| ---- | - | - | - | - | - | - | - | - |
| -    | - | - | - | - | - | - | - | - |

## Història
Un vol de coloms, dibuixant una creu al cel, sota els ulls de Pipí el Breu, va determinar, segons la llegenda, la fundació, en aquests llocs, d'un monestir, l'any 753. Un miracle que en cridà un altre, el 755, el papa Esteve II, que havia vingut a beneir l'església, va veure ell mateix Jesús escortat per àngels, venir consagrar el monestir.
Però el lloc ja s'habitava en l'antiguitat. Una via romana salvava el Célé i s'han trobat restes de muralles i de sarcòfags galo-romans.
L'abadia, fundada el 838, després del pillatge dels vikings, ben situada sobre els camins de Compostel·la i de Rocamadour, va prosperar i va comportar ràpidament el desenvolupament d'una important població.
Havent-se generat problemes d'autoritat entre els cònsols i l'abat, Fijac va passar sota la dependència de Felip el Bell el 1302. Gràcies a un artesanat pròsper, la ciutat s'enriqueix.
Els Anglesos se'n van apoderar el 1372 però el van abandonar l'any següent. Fijac va rebre la visita del rei Lluís XI el 1463. El 1536, l'abadia va ser secularitzada. Les guerres de Religió van trobar la ciutat dividida. Jeanne de Genouillac, filla de Galiot, senyor d'Assier, va treballar per guanyar-se la població en la nova fe. El 1576 els exèrcits protestants es van apoderar, per traïció, de Fijac. El turó del Puy va ser transformat en plaça forta. L'edicte de Nantes va deixar la ciutat als protestants i no va ser fins després de la caiguda de Montauban, el 1622, que Lluís XIII va fer desmantellar la ciutadella.
El segle xviii va ser un període de prosperitat en el transcurs del qual les muralles defensives així com els fossats van desaparèixer. La Revolució va fer que la guillotina fes caure cinc caps, a la plaça de la Raó. El mariscal Ney es va amagar a Figeac, poc abans de la seva detenció. El 12 de maig de 1944, en repressió a les hostilitzacions dels resistents de Quercy, els alemanys van deportarr 800 fijagòls.

## Monuments i llocs turístics
Figeac està classificada com a ciutat d'art i d'història. La vella ciutat ha guardat el seu plànol i carrerons tortuosos de l'Edat Mitjana. S'hi poden veure nombroses cases antigues en gres, com l'hotel de la Moneda del segle xiii, convertit en museu, el castell de Balène, fortalesa medieval i avui centre d'art contemporani, o l'hotel d'Auglanat del segle xv.
[modificar]

### Religiosos
- L'església Saint-Sauveur.

Aquesta església és el que resta de l'abadia que es va lligar a Cluny al final del segle xi, va ser consagrada el 1092. Sant Hugues en va ser l'abat.
Encara que molt modificada en el transcurs dels segles, bé a conseqüència d'embelliments, o bé a causa dels danys causats per les guerra dels Cent Anys, conserva encara importants construccions
És una església de pelegrinatge, semblant per les seves dimensions a Saint-Cernin de Tolosa de Llenguadoc o Sainte-Foy de Concas, dotada d'una de triple nau, d'un vast creuer, d'un deambulatori i d'un absis amb capelles radiants. L'antiga sala capitular està decorada de fusta policromada del segle xvii.
- L'església Nòstra Dòna del Puèi.

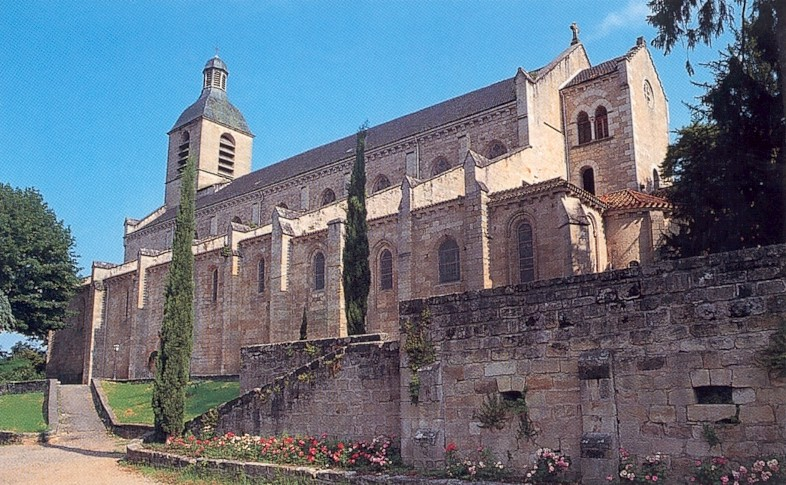
Fijac i Notre Dame Puy

Domina tot Figeac, sobre el cim del Fieiral. Aquesta església d'origen romànic va ser diverses vegades restaurada, sobretot als segles xiv i xvii, quan els tres trams centrals van ser reunits en un de sol; el cor inclou bonics capitells romànics i un gran retaule datat de 1696.
És la parròquia més antiga de Fijac, nascuda, segons la tradició, d'un miracle. La Verge hi hauria fet adornar amb flors un roser a l'hivern!
Era la seu de la confraria de Sant Jaume.

### Edificis públics

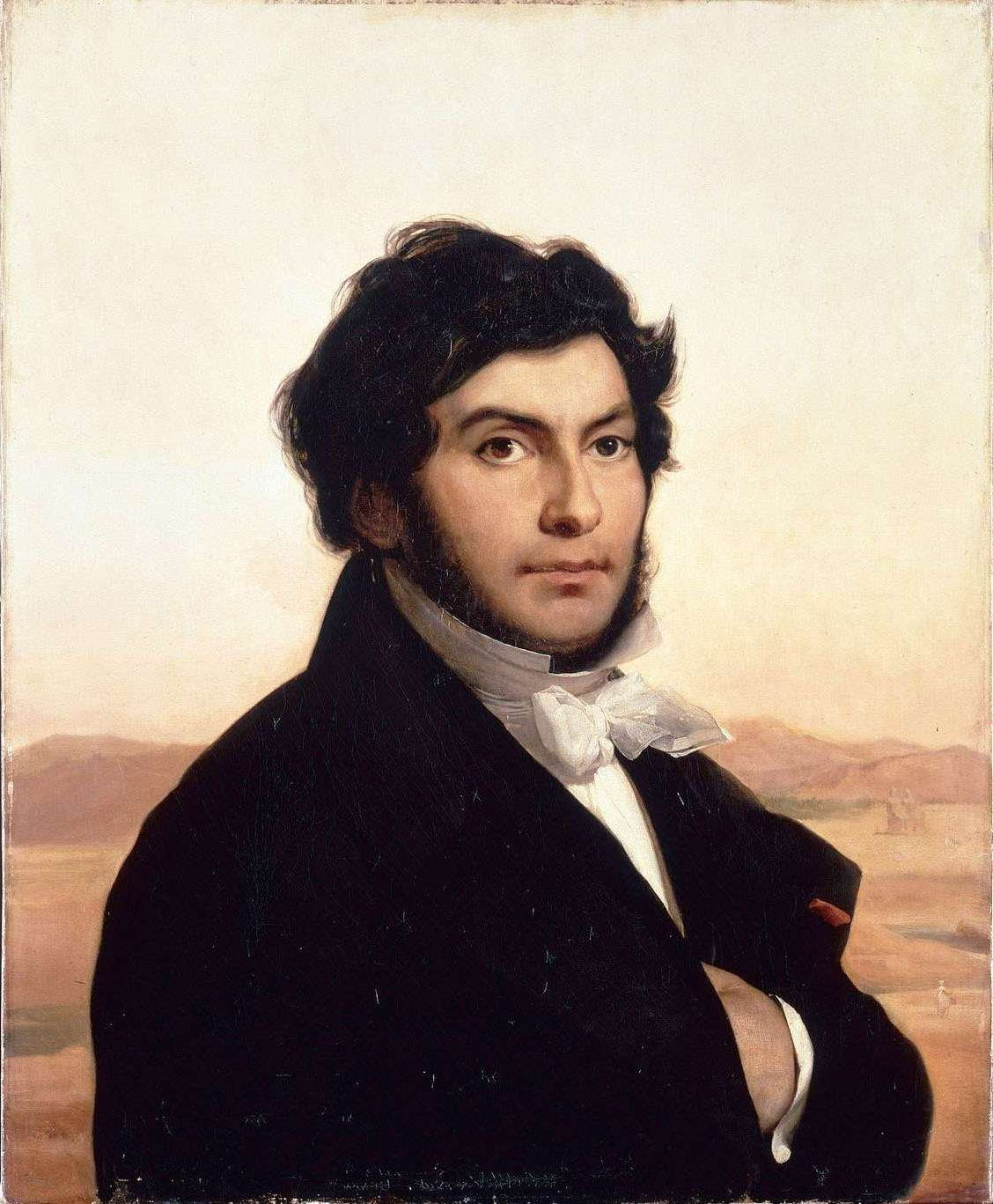
imatge de Jean François Champollion

- Al museu Jean-François Champollion a la petita plaça de les escriptures es troba una reproducció gegant, obra de Joseph Kosuth, de la cèlebre Pedra de Rosetta gràcies a la qual Champollion va desxifrar els jeroglífics egipcis.

- La plaça Carnot. Antiga plaça del Mercat, envoltada de cases imponents, algunes en tova, als balcons de ferro forjat. Destaca la de Pierre de Cisteron, armer de Lluís XIV; sota les teulades s'obren de les galeries cobertes, els soleilhos.

## Administració
| Període   | Identitat            | Partit |
| --------- | -------------------- | ------ |
| 1947-1974 | Georges Juskiewenski |        |
| 1974-1977 | Bernard Fontanges    |        |
| 1977-2001 | Martin Malvy         | PS     |
| 2001-     | Nicole Paulo         | PS     |

## Personalitats
- Charles Boyer, actor, nascut a Fijac però nacionalitzat estatunidenc
- Jacques-Joseph Champollion, arqueòleg, germà i editor de les obres de Jean-François
- Jean-François Champollion, egiptòleg